# Болтін Микола Петрович
Болтін Микола Петрович — предводитель дворянства Нижегородської губернії. Прихильник звільнення селян від кріпацької неволі з кабальним викупом.
Тарас Шевченко познайомився з Болтіним 28 січня 1858 у Нижньому Новгороді. Того ж дня поет записав у «Щоденнику», що знайомство з Болтіним не розчарувало його.